# Limpe Fuchs
Limpe Fuchs (* 1941 in München) ist eine deutsche Komponistin, Performance- und Klangkünstlerin.

## Leben und Wirken
Limpe Fuchs erhielt im Alter von etwa zwölf Jahren ihren ersten Klavierunterricht. Nach dem Abitur studierte sie von 1962 bis 1967 an der Musikhochschule München, zunächst  Schulmusik bis zum künstlerischen Examen sowie Klavier und Geige, später Perkussion bei Professor Hans Hölzl.
Anfang der 1970er Jahre begann sie mit ihrem Mann Paul Fuchs eigene Instrumente aus Holz, Metall oder Stein zu entwickeln. Gemeinsam gründeten sie 1969 das Duo Anima Musica, das sich in der deutschen Musikszene schnell einen Namen machte. Von 1972 bis 1978 bildete sie mit ihrem Mann und Friedrich Gulda das Trio Anima. 1988 erfolgte eine Atlantic Crossing Tournee mit dem Flötisten Carlos Nakai. Ende der 1980er löste sich die Gruppe auf.
Limpe Fuchs spielte in zahlreichen Formationen. So bildete sie zum Beispiel von 1985 bis 1988 das Duo Consonanza Personale mit Friedrich Gulda; von 1994 bis 1997 das Julias Trio mit Sebi Tramontana und Georg Karger und spielte im Jahr 2006 im Occhio Quartet mit Hans Wolf, Zoro Babel und Elmar Guantes. Im Jahr 2012 trat sie mit fünf Musikern und Chor (Leitung: Michael Fischer) im Rahmen des Festivals Wien Modern auf. 2017 musizierte sie im Ensemble Bunte Truppe gemeinsam mit Ruth-Maria Adam, Ignaz Schick und Ronnie Oliveras. Zudem erfolgte eine Zusammenarbeit mit Musikern wie Albert Mangelsdorff, Hans Rettenbacher und Theo Jörgensmann.
2015 veröffentlichte das Berliner Plattenlabel Play Loud! Productions den gesamten Katalog von Anima und Limpe Fuchs in Form des Limpe Fuchs Archive.

### Privates
Ihr Sohn aus der Ehe mit Paul Fuchs ist der Schlagzeuger Zoro Babel.

## Diskographie (Auswahl)
- 1970: Stürmischer Himmel (als Anima-Sound)
- 1971: Musik für alle (als Anima-Sound)
- 1975: Anima (als Anima mit Friedrich Gulda und Hans Rettenbacher)
- 1977: Monte Alto (als Anima)
- 1987: Via
- 2001: Unterwegs
- 1993: Muusiccia (Metal/Stones)
- 1999. Nur Mar Mus
- 2006: Pianobody 2002
- 2007. Vogelmusik
- 2013: Macchia Forest mit Christoph Heemann und Timo van Luijk
- 2016: Gestrüpp
- 2017: String Stone Weight
- 2018: Walker Street 55

## Hörspiele
- 1991: Stimmen nachhören WDR
- 1992: Caccia BR
- 1993: Pferd solo BR